# Крюгер, Роберт
Роберт Чарльз Крюгер (англ. Robert Charles Krueger; 19 сентября 1935, Нью-Браунфелс, Техас — 30 апреля 2022, там же) — американский политик, конгрессмен и дипломат, член Палаты представителей США (1975—1979), сенатор США от штата Техас (1993), член демократической партии, посол США в Бурунди (1994—1995) и Ботсване (1996—1999).

## Биография
Роберт Чарльз Крюгер родился в городе Нью-Браунфелс штата Техас 19 сентября 1935 года. После окончания школы в Нью-Браунфелсе он поступил в Южный методистский университет в Далласе и окончил его в 1957 году, получив степень бакалавра искусств (B.A.), а в 1958 году он получил степень магистра искусств (M.A.) в Университете Дьюка (Дарем, Северная Каролина).
После этого в 1964 году он получил докторскую степень (Ph.D.) по английской литературе в Колледже Мёртон Оксфордского университета в Англии. Вернувшись в США, он преподавал английскую литературу в Университете Дьюка, а также до 1973 года был заместителем проректора и деканом колледжа искусств и наук Университета Дьюка.
В 1974 году он был избран членом Палаты представителей США от 21-го избирательного округа Техаса. Как представителя демократов, его причисляли к «Уотергейтскому классу», то есть к группе политиков, которым Уотергейтский скандал помог пройти в Конгресс США.
В Палате представителей США Крюгер проработал два срока, с 3 января 1975 по 3 января 1979 года, и не стал переизбираться на 3-й срок. Вместо этого в 1978 году он решил участвовать в выборах сенатора США от Техаса, но в упорной борьбе проиграл с разницей в 0,3 % голосов действующему сенатору Джону Тауэру.
С 1979 по 1981 год Крюгер работал послом по особым поручениям и координатором американо-мексиканских отношений, а с 1981 по 1993 год работал в своей компании «Krueger Associates», а также преподавал в ряде университетов.
В январе 1993 года тогдашняя губернатор Техаса Энн Ричардс назначила Крюгера сенатором США вместо Ллойда Бентсена, который стал министром финансов США. В июне 1993 года проходили выборы сенатора США от Техаса, чтобы продолжить срок Бентсена (который заканчивался в январе 1995 года). Крюгер участвовал в этих выборах, но проиграл их Кэй Бэйли Хатчисон. Таким образом, Крюгер пробыл на посту сенатора США меньше пяти месяцев.
В 1994 году президент США Билл Клинтон назначил Крюгера послом США в Бурунди, а с 1996 по 1999 год он был послом США в Ботсване. В 1998—2000 годах Крюгер также был специальным представителем Государственного секретаря США в 14 развивающихся странах юга Африки. После этого Крюгер продолжил свою преподавательскую деятельность в качестве приглашённого профессора.
Роберт Крюгер скончался 30 апреля 2022 года в Нью-Браунфелсе.